# Gwoyeu Romatzyh

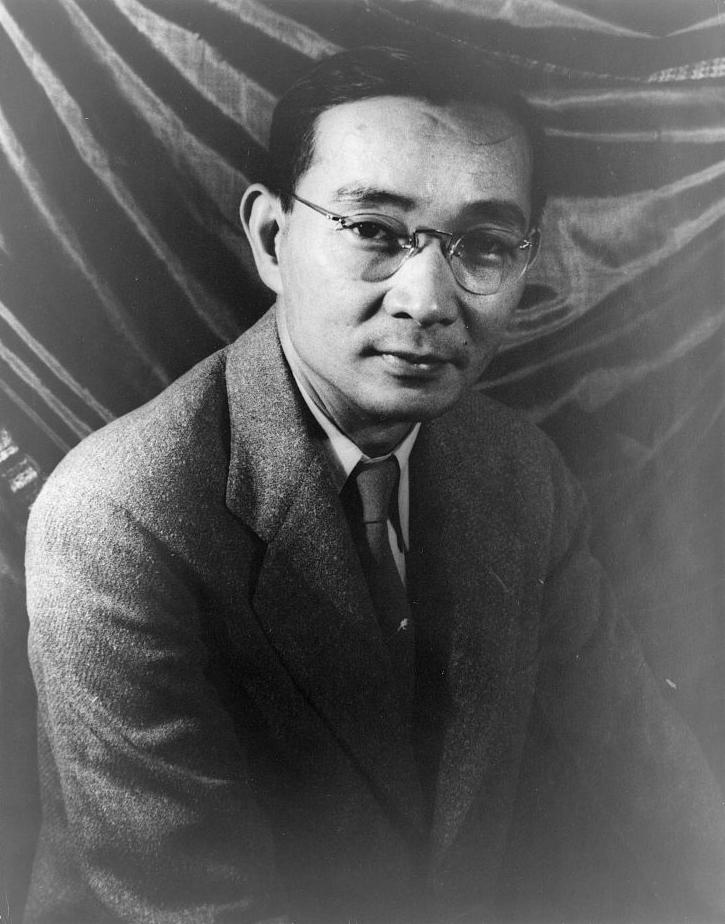
Lin Yutang, le premier à proposer un énoncé alphabétique des tons

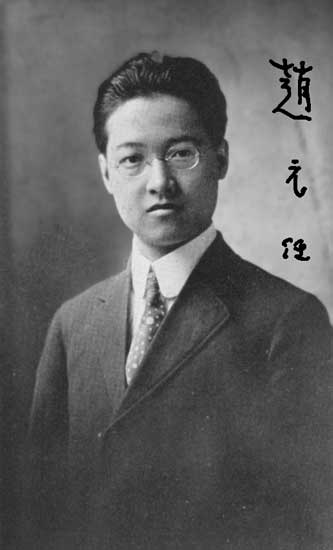
Zhao Yuanren, qui dirigea le projet du Gwoyeu Romatzyh, en jeune homme vers 1916

Le Gwoyeu Romatzyh (chinois simplifié : 国语罗马字 ; chinois traditionnel : 國語羅馬字 ; pinyin : guóyǔ luómǎzì ; litt. « romanisation nationale ») est un système de transcription du chinois mandarin en alphabet latin. Le système fut inventé par Zhao Yuanren et développé par un groupe de linguistes qui comprenait Zhao Yuanren et Lin Yutang de 1925 à 1926. Zhao Yuanren lui-même publia ensuite des ouvrages de linguistique en utilisant le Gwoyeu Romatzyh. Un petit nombre de dictionnaires et de manuels ont été publiés à Hong Kong et outre-mer entre 1942 et 2000.
Le Gwoyeu Romatzyh est le plus connu des deux systèmes qui indiquent les quatre tons du chinois mandarin en variant l'énoncé alphabétique des syllabes (« épellation des tons »). Le seul autre système de ce type est le Wade simplifié (en), une variante du Wade-Giles inventé par le linguiste suédois Olov Bertil Anderson.  Ces tons sont un élément fondamental du chinois parlé: pour un locuteur du chinois, ils sont aussi signifiants que les voyelles pour un locuteur de l'anglais. Les tons permettent à un locuteur du chinois de discriminer entre des syllabes par ailleurs identiques — en d'autres termes ils font partie du phonème.  Les autres systèmes indiquent les tons par des signes diacritiques (par exemple en pinyin : āi, ái, ǎi et ài) ou par des chiffres (Wade-Giles: ai1, ai2, etc.).  Le Gwoyeu Romatzyh transcrit les mêmes tons ai, air, ae et ay. Ces transcriptions, qui suivent les règles spécifiques du Gwoyeu Romatzyh, indiquent le ton tout en exprimant la prononciation de la syllabe ai.  Parce qu'il intègre le ton de la syllabe dans son expression, le Gwoyeu Romatzyh peut aider les étudiants à maîtriser les tons chinois bien que certains enseignants mettent en doute cette prétention.
En 1928, la République de Chine a adopté le Gwoyeu Romatzyh comme système officiel de transcription alphabétique. Le Gwoyeu Romatzyh fut employé pour indiquer la prononciation dans les dictionnaires de la langue nationale (Guoyu) basée sur le mandarin.  Ses promoteurs espéraient en faire un jour le support d'un nouveau système d'écriture de la langue chinoise. Mais malgré le soutien d'un petit nombre de linguistes experts en Chine et dans le monde, le Gwoyeu Romatzyh rencontra l'indifférence du grand public, et même une hostilité due à sa complexité.  Autre obstacle à sa généralisation, il s'appuyait étroitement sur le dialecte de Pékin, à une période où il manquait un gouvernement central fort pour prescrire son utilisation. Le Gwoyeu Romatzyh perdit donc sur le terrain face au hanyu pinyin et d'autres systèmes de transcription latine. Pourtant, son influence reste évidente, plusieurs de ses principes ayant été retenus dans les systèmes de transcription qui ont suivi. Son énoncé alphabétique des tons reste visible dans la transcription du nom de la province du Shaanxi ( 陕西 shǎnxī, 3e ton), qu'on ne pourrait pas distinguer du Shanxi ( 山西 shānxī, 1er ton) quand on l'écrit en pinyin sans signes diacritiques.